# Iveco Massif

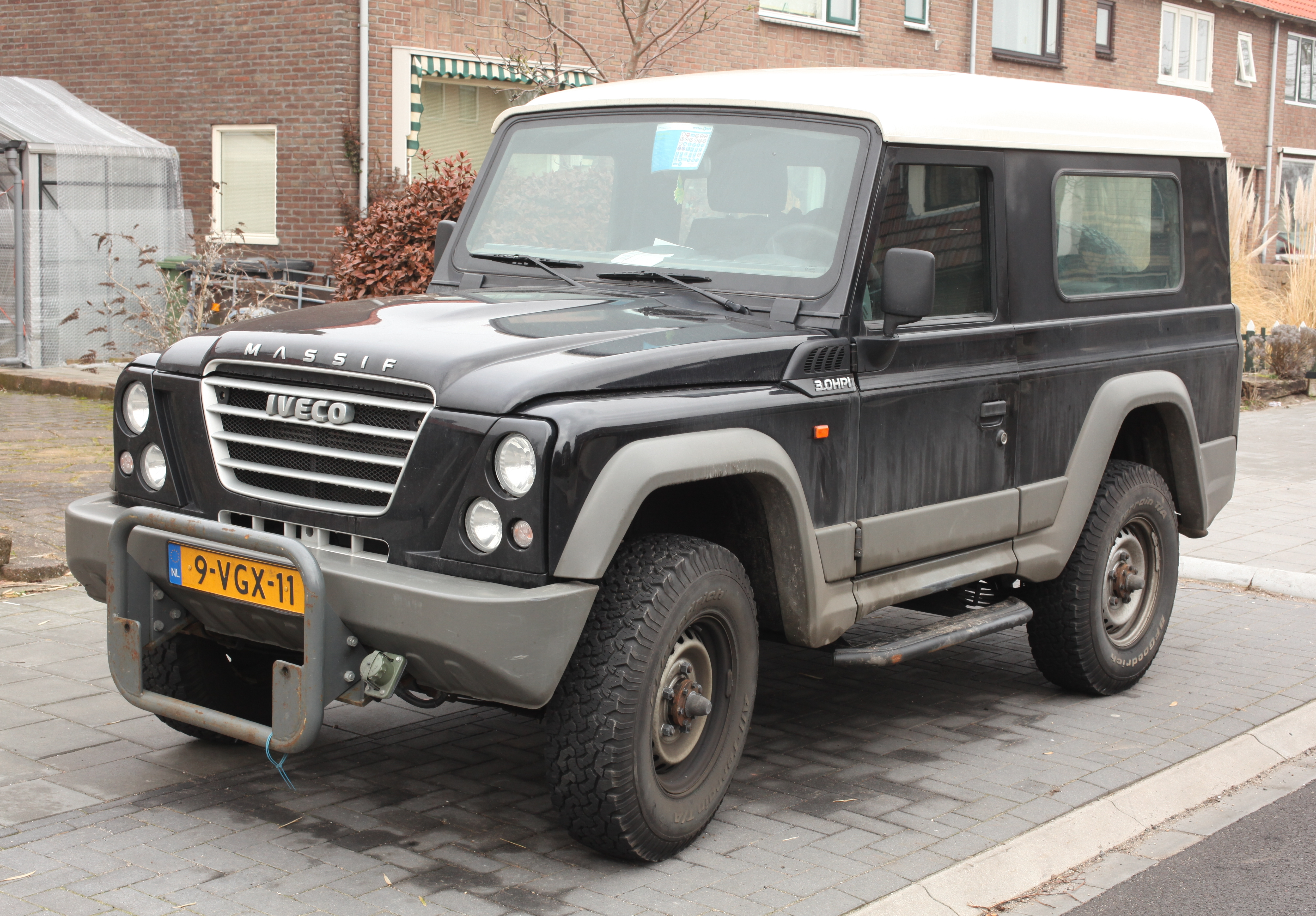
IVECO Massif châssis court 3 portes

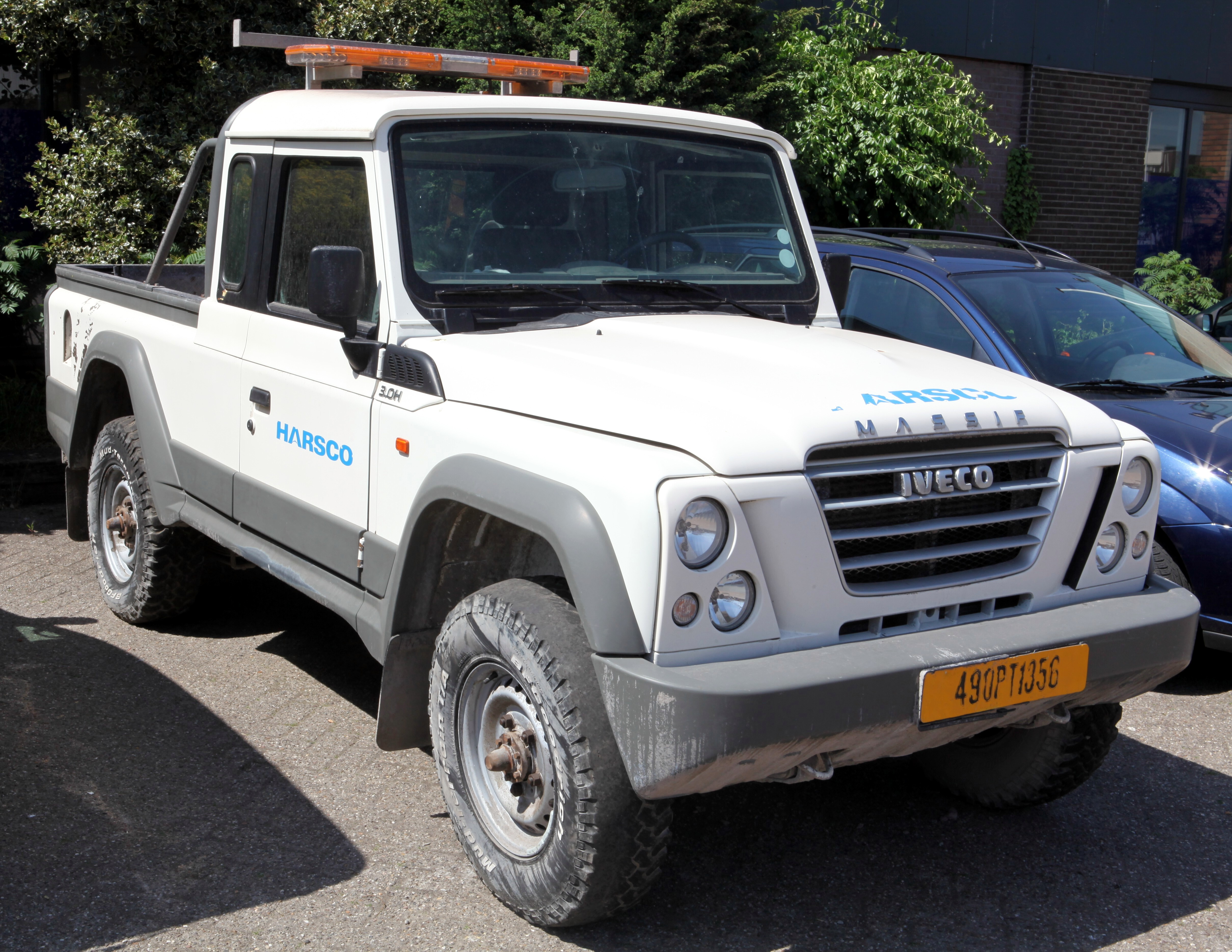
IVECO Massif pick-up

Présenté en avant première en 2007, l'IVECO Massif a été lancé et commercialisé en mars 2008.
Il dispose du moteur IVECO diesel Euro 5 F1C 4 cylindres de 2 998 cm3 de cylindrée développant 146 ch DIN (version FTP) ou 176 ch DIN (version HTP). Ce moteur équipe la série Iveco Daily, les Fiat Ducato maxi et depuis peu les Mitsubishi Fuso japonais ainsi que le PS-10 de Santana Motor.

## Histoire
Après presque 25 ans d'absence dans le secteur des véhicules tout-terrain légers, le groupe Fiat a signé en début d'année 2007 un accord de coopération avec le constructeur espagnol Santana, qui recherchait une nouvelle base mécanique pour ses productions en cours et qui, en définitive, sera l'atelier de construction d'un nouveau modèle, l'IVECO Massif. Il répond à un cahier des charges de plusieurs administrations italiennes et européennes : armée, protection civile et pompiers.
L'IVECO Massif a été voulu, par le groupe Fiat, comme un véhicule tout-terrain robuste et spartiate adapté aux situations les plus extrêmes, dans la lignée des deux générations de Fiat Campagnola des années 1950 à 90. Le projet initial, approuvé début 2006, a été développé avec le constructeur espagnol Santana Motor. Santana Motor a assemblé sous licence, dans le passé, les premières générations du Land Rover Defender 109 puis a proposé une version mise à jour et actualisée, le PS.10 Anibal sous la marque Santana. L'IVECO Massif est dérivé de ce modèle, revu et corrigé par le bureau d'études Fiat-IVECO de Turin.
Le style a été revisité par Giorgetto Giugiaro d'Italdesign et le concept du Land Rover Defender historique a été réinterprété avec une touche moderne sans trahir la vocation tout-terrain de base du véhicule. La face avant est caractérisée par la grande calandre en forme de U incorporant le logo IVECO, les feux sont ronds et les pare-chocs en matériau synthétique non peints. Les flancs disposent de passages de roue arrondis protégés par des boucliers et une petite prise d'air aux extrémités du capot augmente le flux d'air pour refroidir le moteur dans les zones les plus chaudes.
À l'intérieur, les différences sont notables par rapport au PS-10. Le tableau de bord, bien que réalisé en plastique dur, présente des assemblages précis, le design est anguleux avec la partie centrale de la console abritant l'autoradio ou l'écran du GPS et, en dessous, se trouvent les commandes de la climatisation. Il y a de nombreux compartiments de rangement disponibles. L'instrumentation de bord provient des véhicules utilitaires IVECO, facile à lire avec un rétroéclairage rouge.
Le Massif long à carrosserie cinq portes peut transporter jusqu'à sept passagers grâce aux banquettes arrière, il est proposé dans une configuration unique appelée SW dans laquelle l'équipement de série est assez dépouillé, le différentiel arrière autobloquant et la banquette arrière divisée sont livrés en série. Les équipements complémentaires, à choisir selon l'utilisation du véhicule, sont à commander en supplément: vitres électriques avant et arrière, verrouillage centralisé, crochet de remorquage, radio CD et MP3, climatisation à flux avant et arrière séparés, volant en cuir, essuie-glace arrière, housse de roue de secours, intérieur en cuir, toit d'une autre couleur, treuil à l'avant et protection du carter d'huile moteur.

### La mécanique
Le châssis est composé d'une structure avec des traverses et des longerons en acier et un moteur longitudinal. Les suspensions avant et arrière comportent des ressorts à lames particulièrement efficaces en tout-terrain (inclinaison latérale 40°) et sur route, mais pénalisent un peu le confort. Le véhicule offre une transmission intégrale sélectionnable, de sorte que sur la route, il n'est entraîné que par les roues arrière avec un différentiel arrière de série. La boîte de vitesses manuelle ZF comporte 6 rapports normaux avec réducteur qui permet de franchir des pentes allant jusqu'à 45° (100%) grâce à un angle d'attaque de 50° et de sortie de 34°. L'inclinaison latérale maximale est de 40° avec une garde au sol de 250 mm. L'essieu avant peut supporter une charge maximale de 1.100 kg et l'essieu arrière 2.150 kg.
Le moteur est un 4 cylindres turbodiesel HTP de 3,0 litres à rampe commune SOFIM IVECO, élu "meilleur moteur tout-terrain". Grâce à ses performances et à sa très grande fiabilité, il est capable de parcourir plus de 600 000 km. sans problèmes. La distribution à quatre soupapes par cylindre avec double arbre à cames en tête repose sur un bloc en fonte. Le moteur d'une cylindrée de 2 998 cm3 est disponible en deux variantes homologuées Euro 4. Une version avec turbine à géométrie fixe (FG) d'une puissance maximale de 146 ch DIN (107 kW) à 3 500 tr/min avec un couple maximal de 350 N·m à 1 400 tr/min. La version à turbine à géométrie variable (VGT) développe 176 ch DIN (129,4 kW) à 3 500 tr/min avec un couple de 400 N·m à 1 250 tr/min. La vitesse maximale mesurée pour la version de 176 chevaux est de 165 km/h avec une consommation moyenne de 11,1 km/l et des émissions de CO2 de 294 g/km en cycle mixte. En fonctionnant 4x2, la consommation est réduite d'environ 10 %.

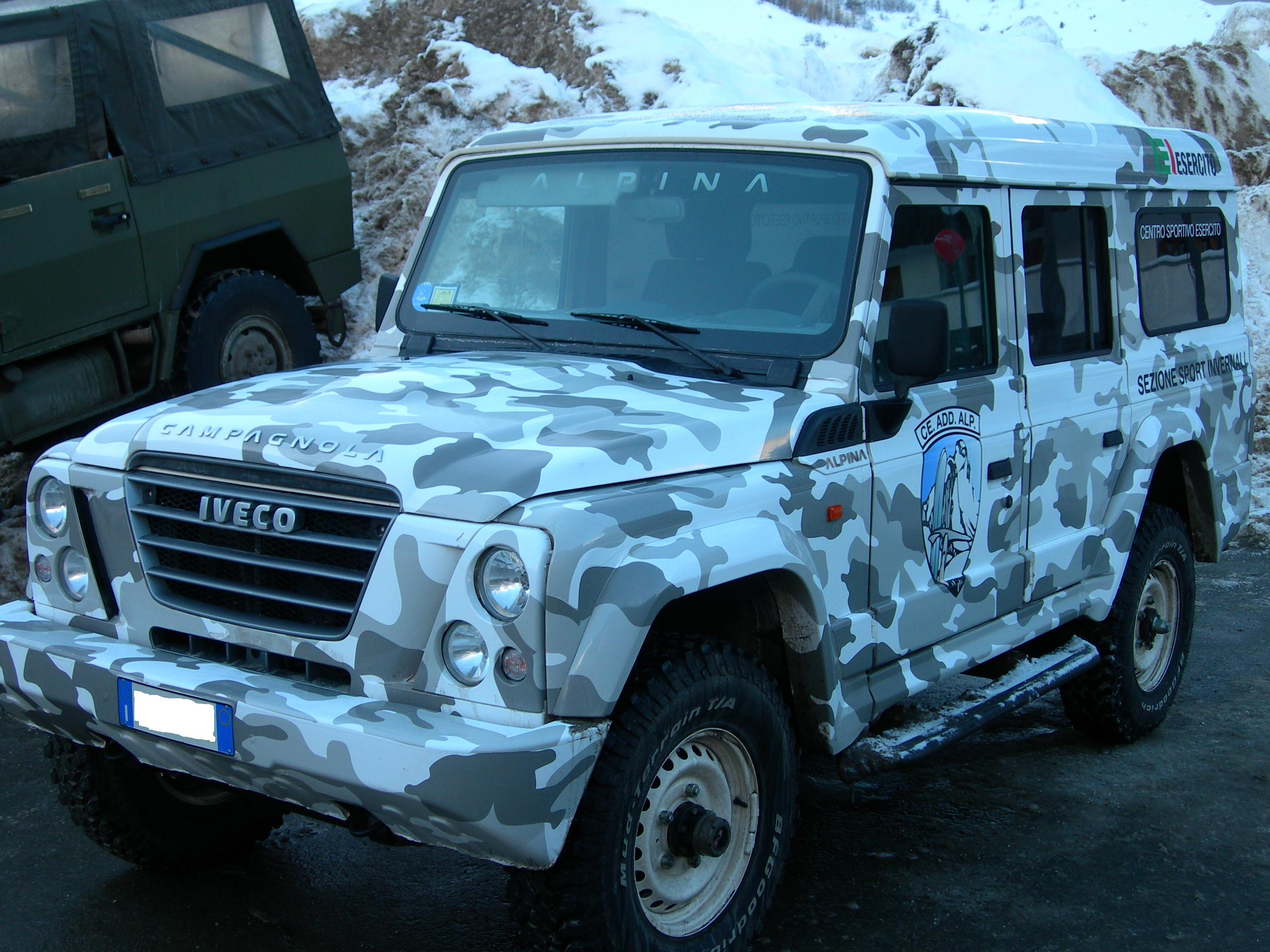
Iveco Campagnola Alpina (2008) exemplaire unique

## IVECO Campagnola
L'IVECO Campagnola est la version civile dérivée du Massif. Ce véhicule reprend un nom très cher aux Italiens : Campagnola qui était la première jeep italienne dont deux générations se sont succédé depuis 1951 jusqu'en fin d'année 1987.
En fin d'année 2008, IVECO lance la Campagnola, version luxueuse du Massif dont l'équipement de série est complèt.
La Campagnola s'inspire du véhicule éponyme tout-terrain original proposé par Fiat au début des années 1950 et renouvelé en 1974 et, comme ses prédécesseurs, n'est proposée que dans la variante de carrosserie à trois portes. Le moteur IVECO diesel 3.0 HTP de 176 chevaux rend le véhicule agile et avec des performances vives. L'IVECO Campagnola est équipée de série de l'ABS, du verrouillage centralisé avec antivol, de la climatisation, d'une sellerie et d'un volant en cuir, d'un toit et d'un essuie-glace arrière couleur carrosserie. La production de la Campagnola a commencé fin 2008, inaugurée par les 499 premiers exemplaires de l'édition spéciale d'ouverture, et les livraisons ont commencé en 2009.

## IVECO Campagnola Alpina
En 2009, IVECO réalise la Campagnola Alpina, un version spécifique produite en un seul et unique exemplaire destiné au "Centro addestramento alpino - Reparto attività sportive dell'Esercito Italiano" - Centre d'Entraînement Alpin - Département des Activités Sportives de l' Armée Italienne. La carrosserie à cinq portes revêt la livrée de camouflage de l'armée italienne. Le moteur diesel est le HPT de 3,0 litres développant 176 ch DIN.

## Production
La production des IVECO Massif et Campagnola, 6 692 exemplaires en 2007, tombée à 1 197 en 2009 et 769 en 2010, a pris fin en le 31 décembre 2010 à la suite de la décision du groupe Fiat-IVECO d'arrêter ces modèles et de les remplacer par le Jeep Wrangler JK, importé des États-Unis, après le rachat du groupe Chrysler et son intégration dans le groupe Fiat. La société Santana Motor a fermé ses portes en février 2011 après avoir été déclarée en faillite,.